# مایکل وایلدینگ (بازیگر)
مایکل وایلدینگ (انگلیسی: Michael Wilding (actor)؛ ۲۳ ژوئیهٔ ۱۹۱۲ – ۸ ژوئیهٔ ۱۹۷۹) هنرپیشه اهل بریتانیا بود. از فیلم‌هایی که وی در آن نقش داشته است می‌توان به جایی که خدمت می‌کنیم، سواری شیرین، فرانکشتاین: داستان واقعی و سینوهه اشاره کرد.